# Ядвіжин (Валецький повіт)
Ядвіжин (пол. Jadwiżyn) — село в Польщі, у гміні Мірославець Валецького повіту Західнопоморського воєводства.
Населення — 92 особи (2011).
У 1975-1998 роках село належало до Пільського воєводства.

## Демографія
Демографічна структура станом на 31 березня 2011 року:
|          | Загалом | Допрацездатний вік | Працездатний вік | Постпрацездатний вік |
| -------- | ------- | ------------------ | ---------------- | -------------------- |
| Чоловіки | 45      | 12                 | 27               | 6                    |
| Жінки    | 47      | 10                 | 23               | 14                   |
| Разом    | 92      | 22                 | 50               | 20                   |